# 해조문
해조문은 대한민국 충청남도 논산시 강경읍에 있는 문화재이다. 1996년 12월 30일 논산시의 향토문화유산 제24호로 지정되었다.

## 개요
해조문은 강경포구를 이용하던 주민들에게 편의를 주기위해, 포구 뒤편 옥녀봉 암벽면에 조각한 기록문이다.